# Trompette jaune
Craterellus konradii, Cantharellus konradii, Craterellus cornucopioides
Espèce
Synonymes
- Cantharellus konradii (Bourdot & Maire) Romagnesi[4]
- Craterellus cornucopioides (L.) Pers. 1825[5]

La Trompette jaune, aux noms scientifiques sujets à débat, Craterellus konradii, Cantharellus konradii et Craterellus cornucopioides, est une espèce de champignons de la famille des Cantharellaceae présente dans les hêtraies calcaires des Alpes, du Jura et des Pyrénées, voire au delà. Il s'agit d'une espèce morphologiquement proche de la Trompette de la mort, mais de coloration jaune, parfois bicolore. L'épithète « konradii » est un hommage au mycologue Suisse Paul Konrad (1877-1948), auteur d'une aquarelle représentant cette espèce dans son « Icones selectae fungorum » de 1924.

## Description
La Trompette jaune est représentée par un carpophore non hygrophane en trompette évasée dès la base, de 2 à 5 cm de hauteur et large de 1 à 3 cm au sommet. Le pied est peu différencié du chapeau, court, tubuleux, presque conique, lisse, glabre voire légèrement pubescent à la base. Il est jaune clair, plus pâle que l’hyménium. Le chapeau mince (1,5 à 2 mm au plus) est évasé à peu près régulièrement, et ses bords sont plutôt droits ou plus ou moins incurvés en dehors. Il est de couleur jaune citron pâle à jaune sale pâle, plus clair que l'hyménium, devenant parfois blanchâtre. L'hyménium est presque lisse, présentant seulement quelques rides décurrentes, d’un beau jaune soufre, parfois jaune d’œuf, jaune-souci ou même jaune incarnat. La chair est jaunâtre pâle. Sa saveur est douce et son odeur de mirabelle faible. Il existe des exemplaires bicolores jaunes et noirs.
Les basides allongées et presque cylindriques portent chacune de 5 à 6 spores hyalines et lisses mesurant de 10 à 13 pour 7 à 9 µm. La sporée est d'un blanc pur.
Cette espèce est proche de C. lutescens qui s'en différencie par son hyménium orangé, son chapeau noirâtre et ses spores

## Écologie et distribution
La Trompette jaune pousse en troupes nombreuses, souvent cespiteuses par 2 à 5, dans des forêts de Hêtre sur sol calcaire. Elle est par exemple présente dans le Jura suisse près Neuchâtel comme dans le Jura français dans les environs de Besançon ainsi que dans les Alpes suisses et autrichiennes et les Pyrénées basques. Cette espèce rare a également été répertoriée dans le Sud de la Norvège et autour du Mans.

## Relations avecC. cornucopioides, la Trompette de la mort

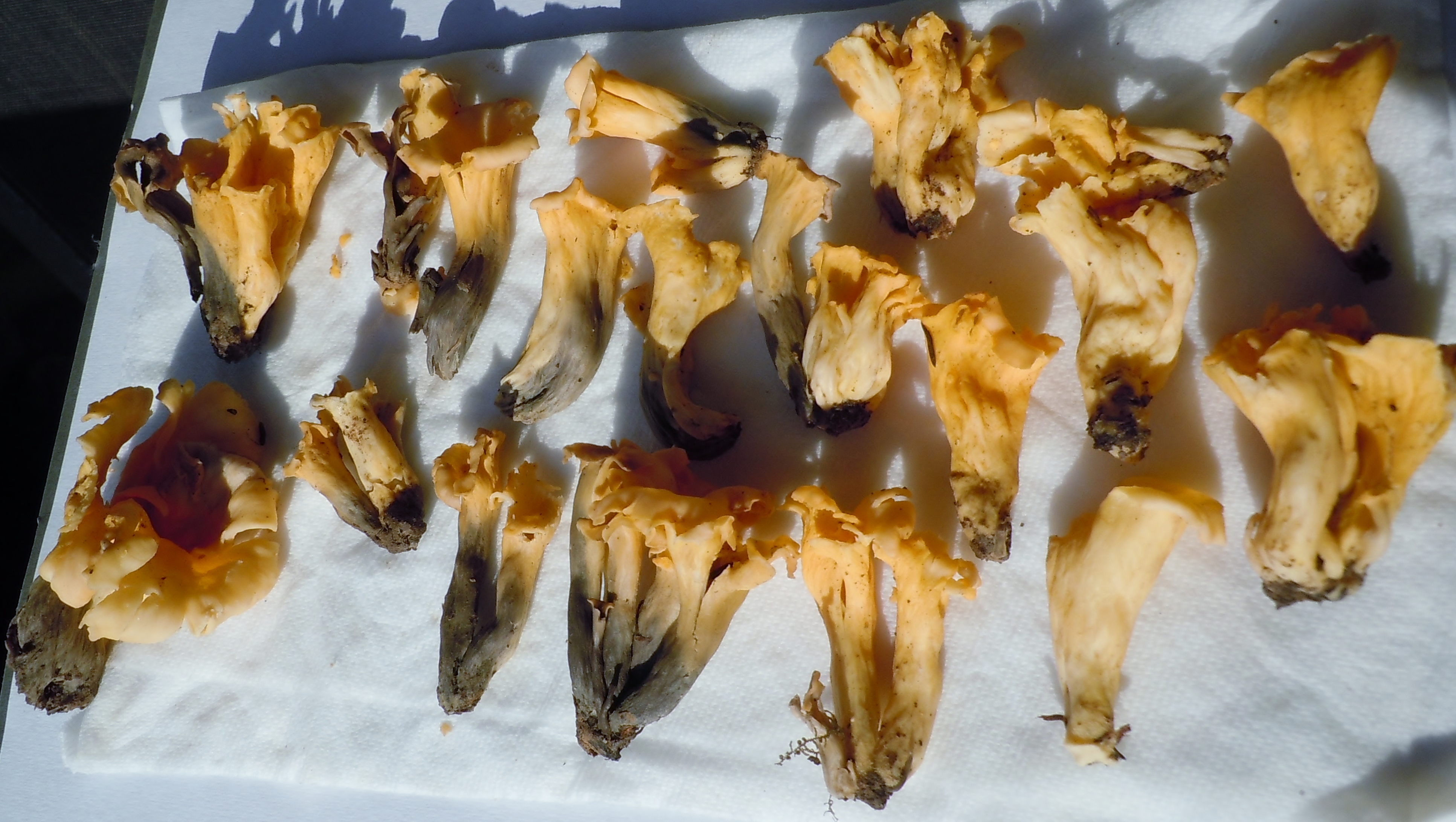
Serait-ce des exemplaires bicolores intermédiaires entre Cantharellus konradii et Craterellus cornucopioides trouvés en Californie (USA)?

Outre les différences taxonomiques et systématiques complexes entre les Chanterelles et les Craterelles et le débat qui en découle, Craterellus konradii est parfois synonymisée avec Craterellus cornucopioides, la Trompette de la mort. 
La présence d'exemplaires bicolores intermédiaires entre les deux espèces pose question. Bourdot & Maire avaient supposé qu'il s'agissaient de spécimens en cours de vieillissement. Il pourrait aussi s'agir d'exemplaires albinos ou partiellement albinos de C. cornucopioides soit accidentels, soit liés à une carence en minéraux car leur morphologie et la taille de leur spores sont similaires. Mais les pigments jaunes sont chimiquement différents de ceux de C. cornucopiodes et identiques à ceux de C. konradii ce qui invalide cette théorie. Ces spécimens bicolores pourraient également provenir d'une hybridation entre les deux espèces mais ils semblent naître d'un mycélium homothallique incapable de s'hybrider.
Après des analyses moléculaires du genre Craterellus en 2000 portant sur un gène commun du complexe d'espèces C.  cornucopioides comprenant entre autres la Nord-américaine C. fallax, des formes noires de C.  cornucopioides et l'Européenne C. konradii ainsi que leur forme intermédiaire, Dahlman & al. concluent que ces taxons sont des synonymes de C. cornucopioides. Cependant, des analyses plus poussées de 2010 portant sur un autre gène montrent la spécificité claire de C. fallax,. Il pourrait en aller de même pour C. konradii.